# Albert Van Vlierberghe
Albert van Vlierberghe (Belsele, Sint-Niklaas, Flandes Oriental, 18 de marzo de 1942 — Sint-Niklaas, 20 de diciembre de 1991) fue un ciclista belga, que fue professional entre 1966 y 1980. Durante su carrera deportiva destacan 3 etapas ganadas en el Tour de Francia y tres más del Giro de Italia.

## Palmarés
| 1964 - 3º en el Campeonato del mundo en contrarreloj por equipos 1965 - Tour de Loir-et-Cher y vencedor de una etapa - 1 etapa de la Vuelta a Portugal 1966 - 1 etapa del Tour de Francia 1967 - 1 etapa del Giro de Italia 1968 - De Kustpijl Heist 1969 - 1 etapa del Giro de Italia - 1 etapa del Giro de Cerdeña | 1970 - 1 etapa del Tour de Francia 1971 - Sassari-Cagliari - Gran Premio de la Villa de Zottegem - 1 etapa del Tour de Francia 1972 - 1 etapa del Giro de Italia - 3.º en el Campeonato de Bélgica en Ruta 1973 - Gran Premio de Valonia 1976 - 1 etapa de los Cuatro Días de Dunkerque |

## Resultados en Grandes Vueltas y Campeonato del Mundo
| Carrera         | 1966 | 1967 | 1968 | 1969 | 1970 | 1971 | 1972 | 1973 | 1974 | 1975 | 1976 | 1977 | 1978 |
| --------------- | ---- | ---- | ---- | ---- | ---- | ---- | ---- | ---- | ---- | ---- | ---- | ---- | ---- |
| Giro de Italia  | -    | 60.º | -    | 38.º | 44.º | 36.º | 57.º | -    | 69.º | -    | -    | 72.º | -    |
| Tour de Francia | Ab.  | -    | -    | -    | 48.º | 29º  | -    | 52.º | -    | 32.º | 57.º | -    | 56.º |
| Vuelta a España | -    | -    | -    | -    | -    | -    | -    | -    | -    | -    | -    | Ab.  | -    |